# Urriés
Urriés es un municipio español de la provincia de Zaragoza perteneciente al partido judicial de Ejea de los Caballeros y a la comarca de las Cinco Villas, comunidad autónoma de Aragón. Limita con los términos de Navardún y Undués de Lerda por el este, Los Pintanos por el oeste, Sos del Rey Católico y Gordún (Navardún), por el sur, y, finalmente, con Sigüés, ya en la Jacetania, por el norte.
La distancia por carretera con la capital de la provincia, Zaragoza, es de unos 132 km. Con Ejea de los Cabelleros, cabecera de la comarca, de unos 63 km, de Sos del Rey Católico, unos 12 km, de Sangüesa, unos 20 km. A Jaca y a Pamplona, una distancia similar de unos 66 km.
En 1965, tras la expropiación de Ruesta, gran parte del término municipal, la parte meridional al embalse de Yesa, se incorporó a Urriés. Otra parte Los Pintanos. Una tercera parte, la septentrional, forma parte actualmente de Sigüés. Con ello, además, discurre por su término el ramal sur del Camino de Santiago, la ruta aragonesa que viene desde Somport.
El pueblo, a pesar de su reducido tamaño, dispone de servicios como biblioteca, un museo etnológico-histórico, un centro de interpretación del románico, una enfermería, un hostal, un bar-restaurante y piscinas.

## Geografía
Dentro de la comarca de las Cinco Villas la unidad geomorfológica prepirenaica de la Valdonsella (Bal d'Onsella en aragonés) se caracteriza por ser una depresión erosiva intramontana. Abundan montes de carrasca, quejigo y pino favoreciendo, desde el punto de vista cinegético, la evolución hacia caza mayor, contando por ello, con varios cotos deportivos para tal fin.

## Historia

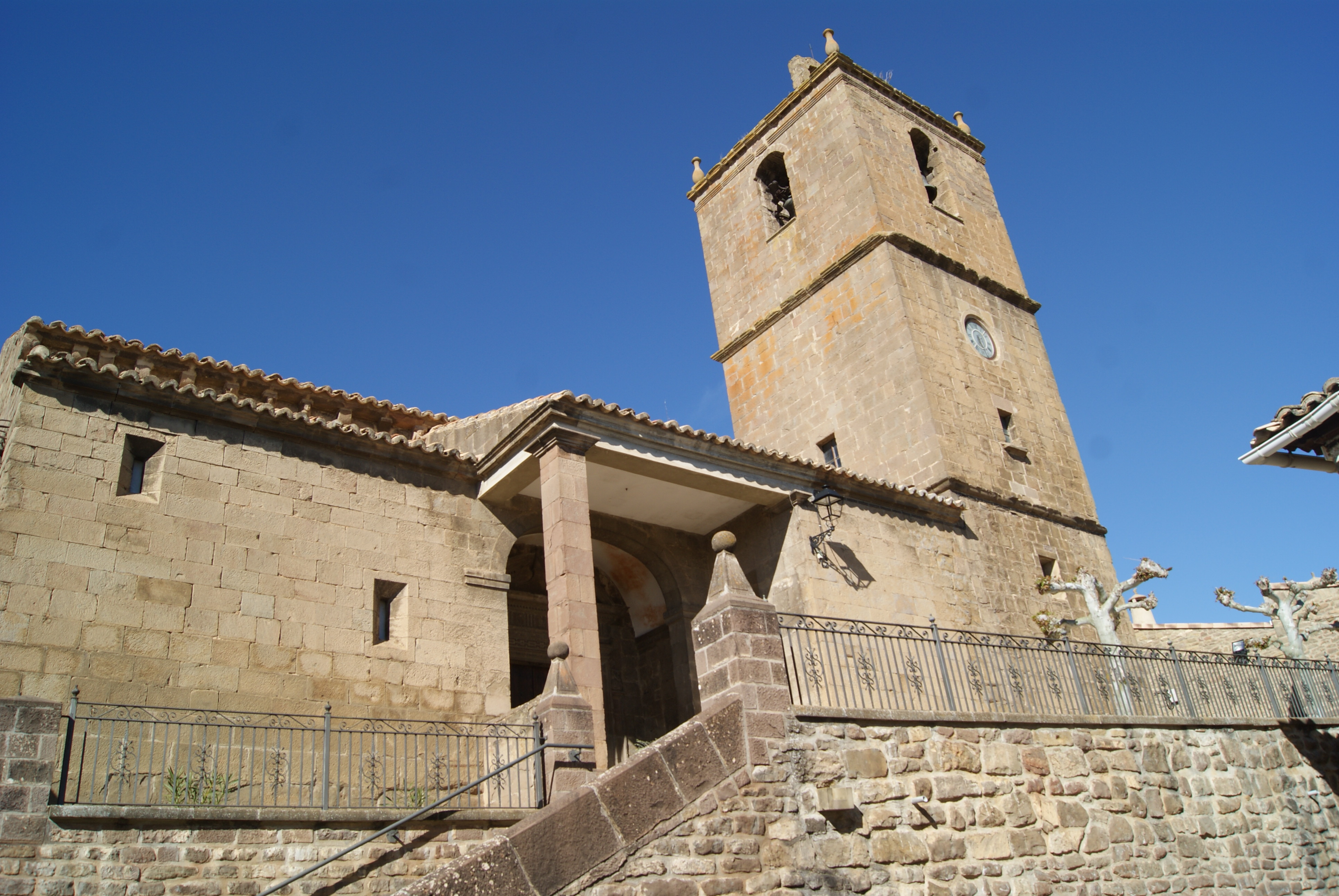
Iglesia de San Esteban

Municipio fundado por Pedro Jordán de Urriés , que participó en la reconquista de la Valdonsella (Bal d'Onsella en aragonés) bajo las órdenes de Sancho Garcés I de Pamplona. Éste le entregó el municipio de Urriés para su gloria en el año 921.
Además de su casco medieval, cabe destacar la iglesia de San Esteban del siglo XII, con adiciones constructivas de la segunda mitad del siglo XVI (como la sacristía) la existencia de casa palacio y de un centro de interpretación de las pinturas románicas de la zona. 
En 1371, en un período de expansión de los prelados de Pamplona por la Valdonsella, el pueblo es comprado por el obispo. Fue Juan Ramírez de Arellano, señor de Cameros que poseía el pueblo, incluida la jurisdicción civil y criminal, por lo que cedía la potestad del nombramiento del alcalde además de recibir una pecha anual de los vecinos de 300 sueldos.
En 1962, al retirar el retablo del ábside, aparecieron unas pinturas románicas. En 1963, ocurrió lo mismo con las de Ruesta. Todas ellas se llevaron al Museo Diocesano de Jaca donde se pueden visitar. Parece ser que, por su interés, algunos fragmentos de las pinturas han sido expuestas en el Museo Metropolitano de Nueva York, en especial por su interés en el estudio de las vestimentas medievales en él reflejados.

## Demografía
Urriés cuenta con una población de 49 habitantes (INE 2024).
| Gráfica de evolución demográfica de Urriés entre 1842 y 2021 |
| |
| Población de derecho según los censos de población del INE Población de hecho según los censos de población del INEEntre el censo de 1970 y el anterior, crece el término del municipio porque incorpora a 50510 (Ruesta) |

## Administración y política

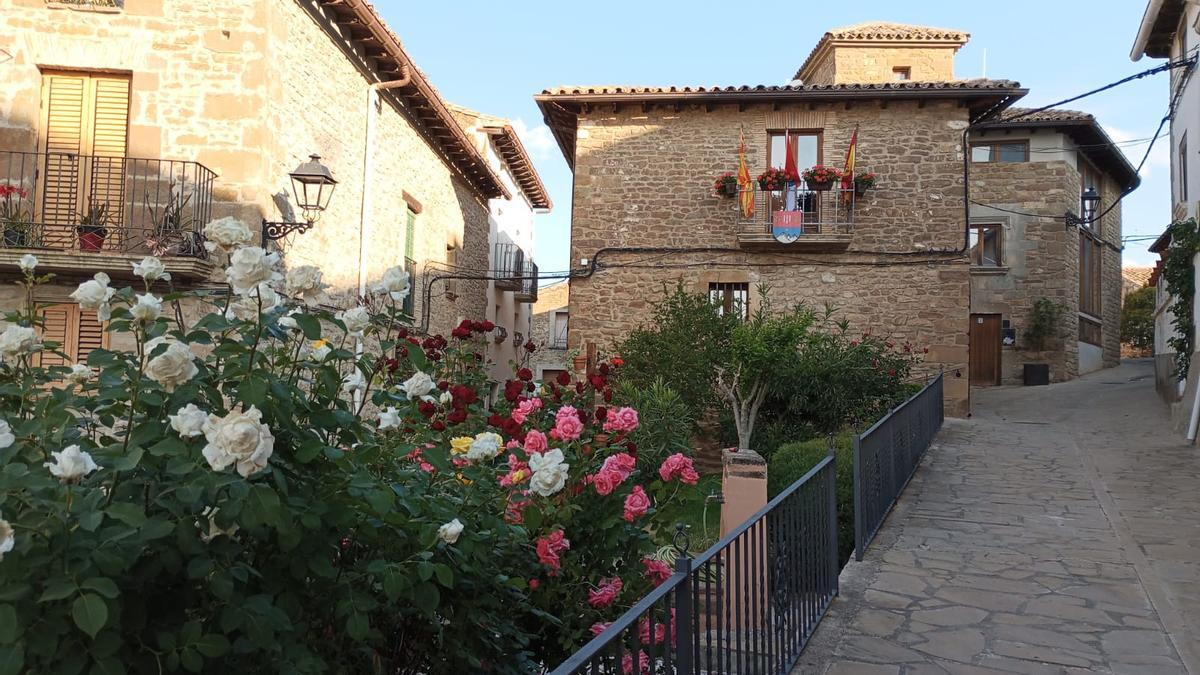
Ayuntamiento de Urriés

| Período   | Alcalde                | Partido |  |
| --------- | ---------------------- | ------- |  |
| 1979-1983 | Félix Cuéllar Garasa   | UCD     |  |
| 1983-1987 | Rosario Gil Espada     | PAR     |  |
| 1987-1991 | Rosario Gil Espada     | PAR     |  |
| 1991-1995 | Rosario Gil Espada     | PAR     |  |
| 1995-1999 | Rosario Gil Espada     | PAR     |  |
| 1999-2003 | Rosario Gil Espada     | PAR     |  |
| 2003-2007 | Rosario Gil Espada     | PAR     |  |
| 2007-2011 | Roberto Arboniés Pérez | PP      |  |
| 2011-2015 | Roberto Arboniés Pérez | PP      |  |
| 2015-2019 | Armando Soria Bueno    | UCIN    |  |
| 2019-2023 | Armando Soria Bueno    | CHA     |  |
| 2023-     | Armando Soria Bueno    | CHA     |  |

| Partido político    | Partido político                                   | 2003   | 2007   | 2011   | 2015   | 2019   | 2023   |
| Partido político    | Partido político                                   | Ediles | Ediles | Ediles | Ediles | Ediles | Ediles |
|                     | Unión de Ciudadanos Independientes (UCIN)          | —      | —      | —      | 1      | —      | —      |
|                     | Partido Popular de Aragón (PP)                     | —      | 1      | 1      | —      | —      | —      |
|                     | Partido de los Socialistas de Aragón (PSOE-Aragón) | —      | —      | —      | —      | —      | —      |
|                     | Partido Aragonés (PAR)                             | 1      | —      | —      | —      | —      | —      |
|                     | Chunta Aragonesista (CHA)                          | —      | —      | —      | —      | 1      | 3      |
| Total de concejales | Total de concejales                                | 1      | 1      | 1      | 1      | 1      | 3      |

## Cultura

### Patrimonio
Dentro de la localidad destacan algunas fachadas de casas palaciegas de época renacentista. Destacan la presencia de viviendas blasonadas, especialmente una de ellas, la llamada Casa Borgas, por la decoración de su fachada, frente a un modelo fachada más severo y elegante propio de una arquitectura civil más tradicional y barroquizante como la que tiene la Casa Orán.
Posee también una ermita con la advocación del Salvador, a unos 6 km del casco urbano.
Por otra parte, el conjunto de Ruesta, al estar situada en pleno trazado del Camino de Santiago, entra dentro de la declaración por la UNESCO Patrimonio de la Humanidad. Al pie del camino antiguo se conserva las ermita románica de Santiago.

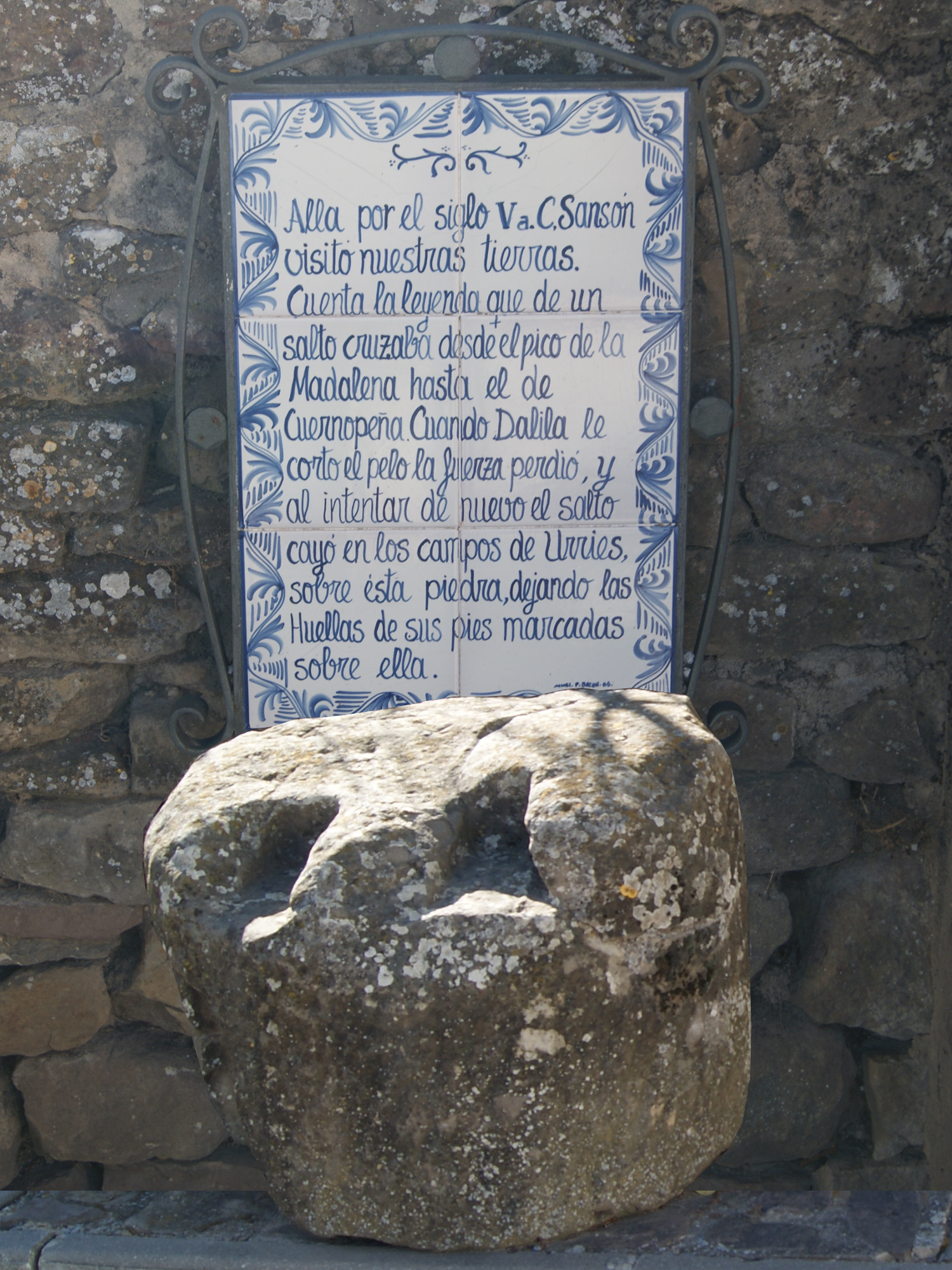
Piedra de Sansón

#### Urriés
- Iglesia de San Esteban, declarado Bien de Interés Cultural en el Boletín Oficial de Aragón del día 9 de abril de 2003 publicando la Orden del 6 de marzo de 2003.[20]
- Torre de Urriés, construida en el siglo XIV, incluido dentro de la relación de castillos considerados Bienes de Interés Cultural dentro del listado fue publicado en el Boletín Oficial de Aragón del día 22 de mayo de 2006.[21]
- Cruz de la Portaza, también conocida como Cruz de Ruesta, al hallarse en el camino a dicha localidad. Está apoyada en una grada de tres escalones y rematada con una cruz de hierro.[22]
- Piedra de Sansón, encontrada en un campo en el 2007, debió ser el contrapeso de una antigua prensa romana. La leyenda dice que las pisadas de Sansón horadaron la piedra.[23]

#### Ruesta
- Castillo de Ruesta, incluido dentro de la relación de castillos considerados Bienes de Interés Cultural dentro del listado fue publicado en el Boletín Oficial de Aragón del día 22 de mayo de 2006.[24]
- Ermita de San Juan Bautista, en Ruesta.[25]

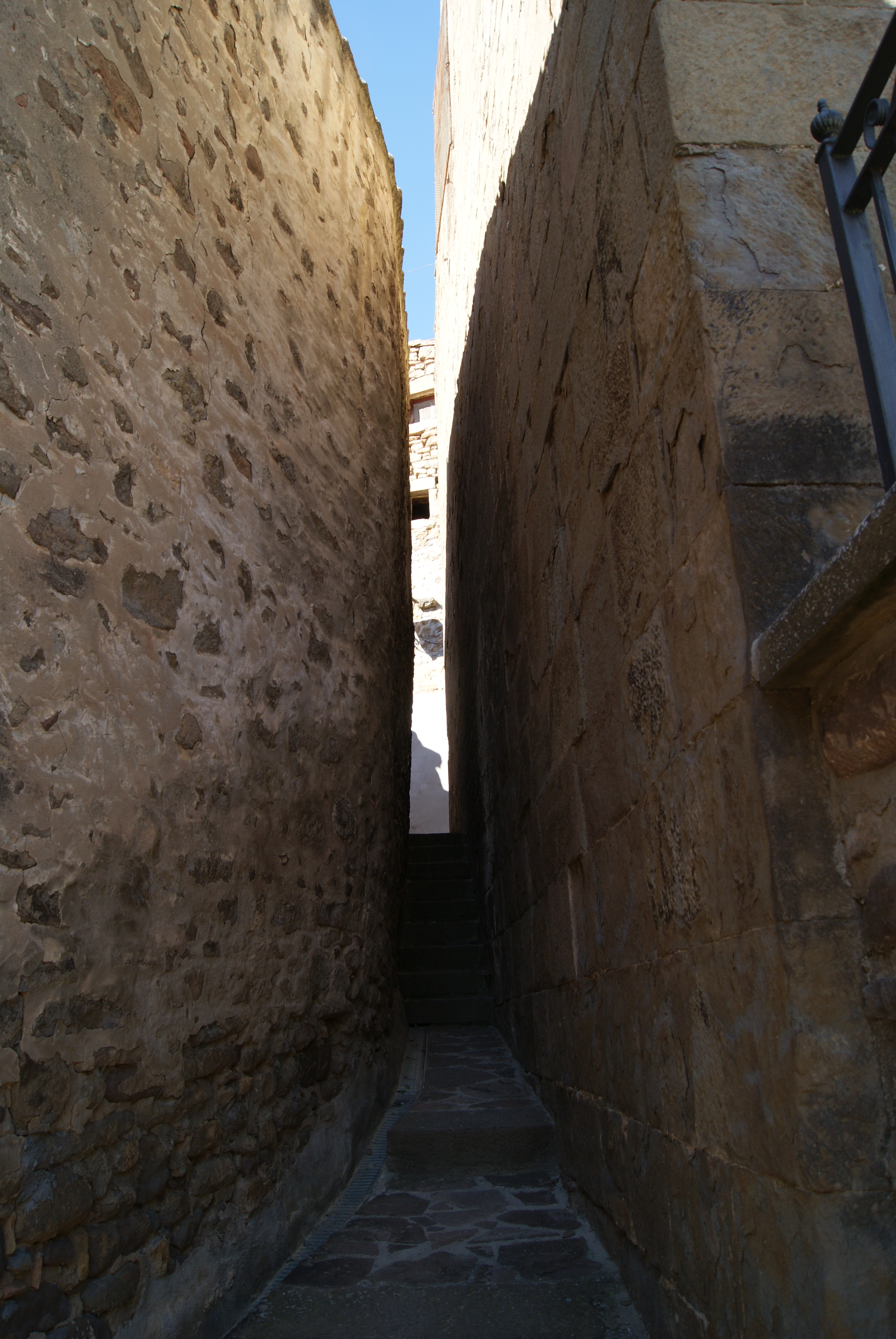
El Callejón, la calle más estrecha de España

- Ermita de Santiago, en Ruesta.[26]

### La calle más estrecha
Una singularidad que se encuentra en este municipio es El Callejón, junto a la iglesia parroquial, según tiene registrado el libro Guinness de los récords, la calle más estrecha de España, la segunda de Europa y una de las calles más estrechas del mundo. Tiene unos 25 metros de longitud y su paso estuvo cerrado desde los años 30, por motivos de higiene, para volverse a abrir en 1955.

### Actividades culturales
Cada año, el último fin de semana de junio se celebran las ya importantes Jornadas Culturales de Urriés. Fin de semana dedicado a potenciar la cultura y el patrimonio de la zona mediante actuaciones, charlas, música y recreaciones, que hacen de este un fin de semana importante en el calendario cultural. En 2020 declaradas Mejor Producto de Turismo activo Nacional en Fitur y en 2022 se declararon Actividad de interés turístico regional.
En 2019 quedó subcampeona de la copa España Creativa con el proyecto Urriés, villa cultural y de Congresos y en 2021 su ayuntamiento recibió la mención honorífica del Ministerio de Comercio, Industria y Turismo, Premio nacional de Comercio interior.
En 2023 nace Crónicas de Rasmia, un proyecto turístico-cultural que reúne durante las cuatro estaciones del año, las prinicipales actividades de la localidad:
- Carnaval Tradicional.
- Jornadas Culturales.
- Festival de música.
- Santa Bárbara.
Celebra sus fiestas patronales entre el 15 y el 17 de agosto, en honor a la Asunción de la Virgen, y a Santa Bárbara, el 4 de diciembre.
Además, en Ruesta, desde hace unos años, se reúnen a los antiguos habitantes y amigos que lo deseen, en la localidad en las jornadas ¡Ruesta vive!.
Zona de importante riqueza micológica donde la relación entre la naturaleza y el turismo sostenible hacen de la localidad un sitio destacado para el senderismo y deportes al aire libre como el ciclismo y BTT.

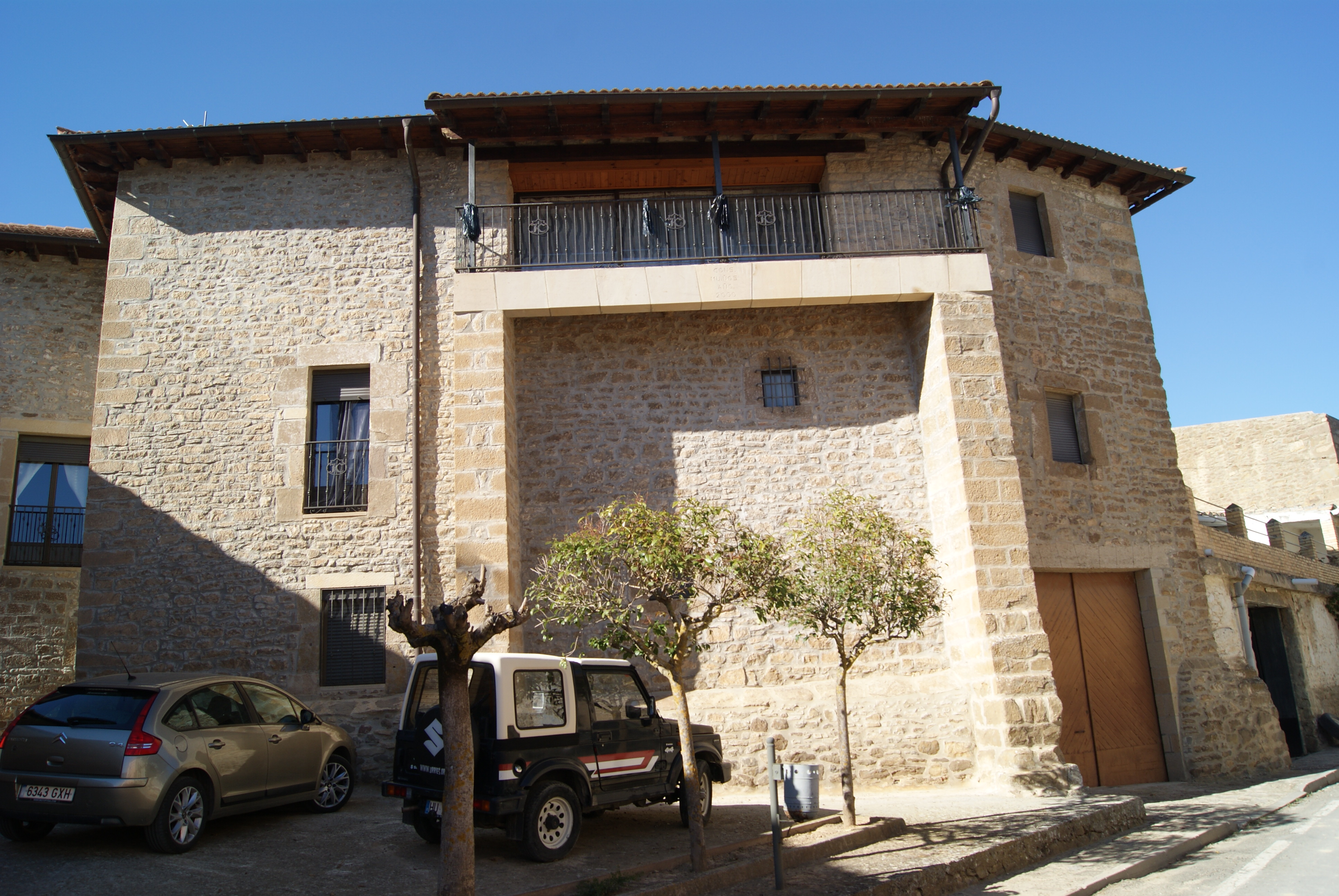
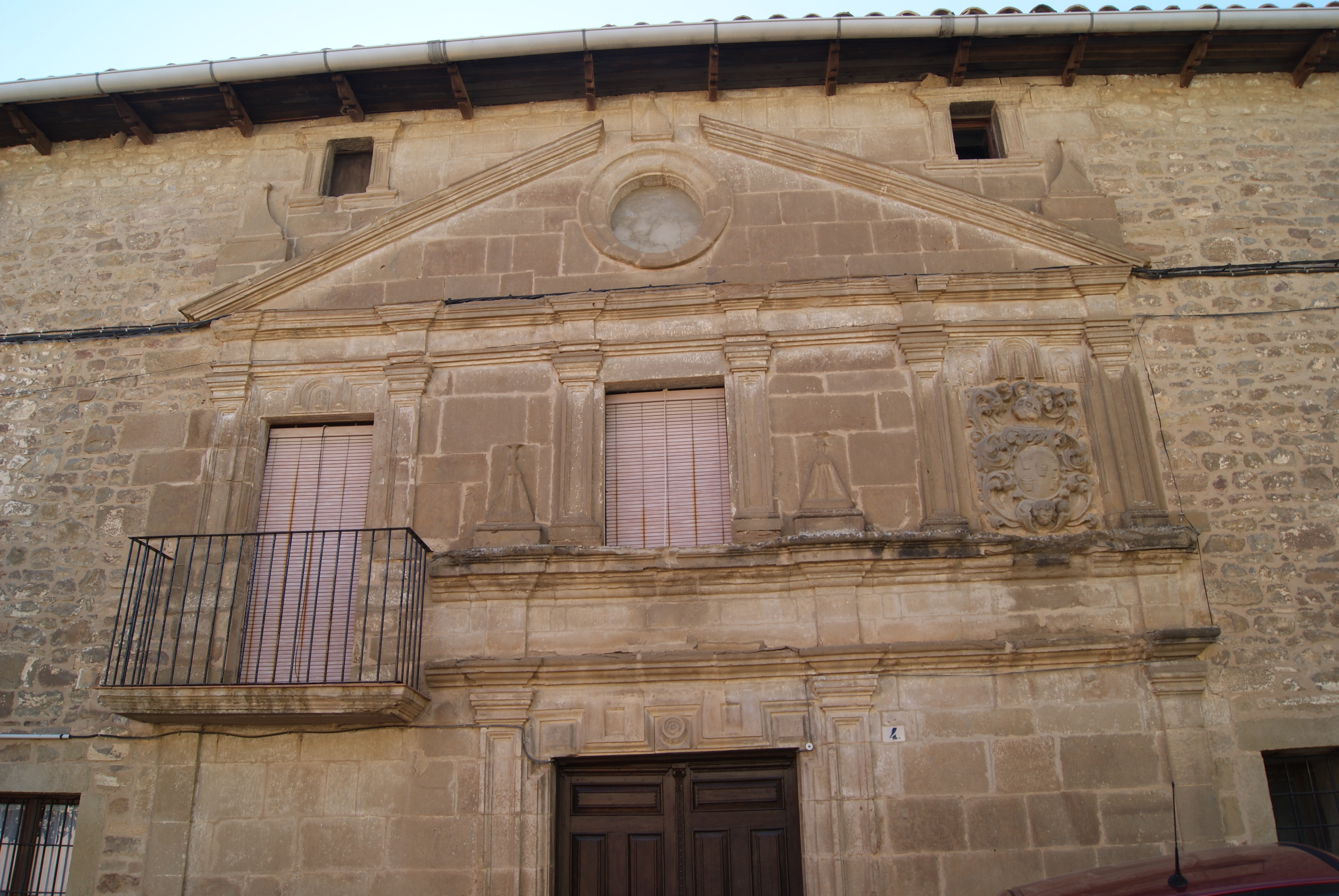
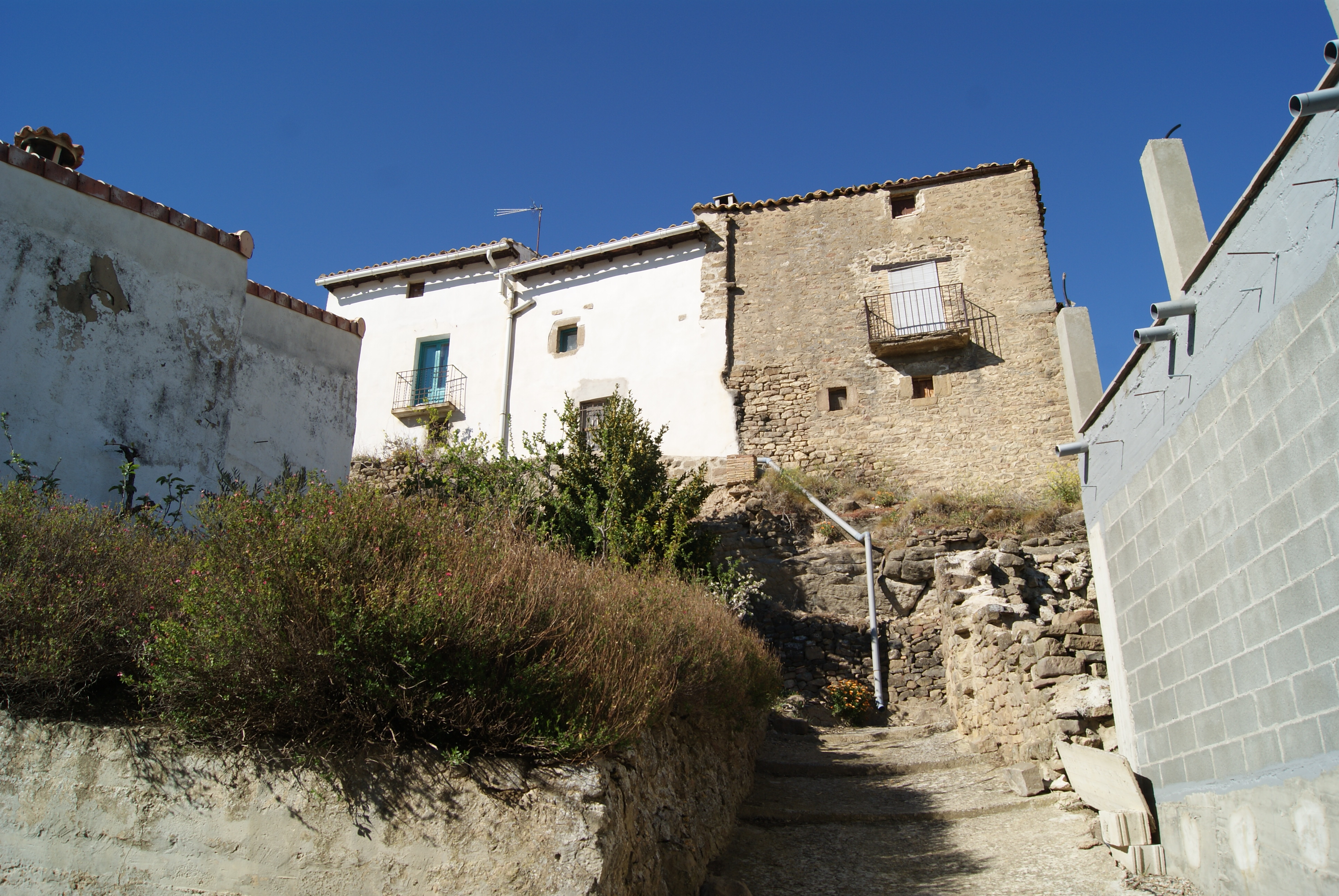
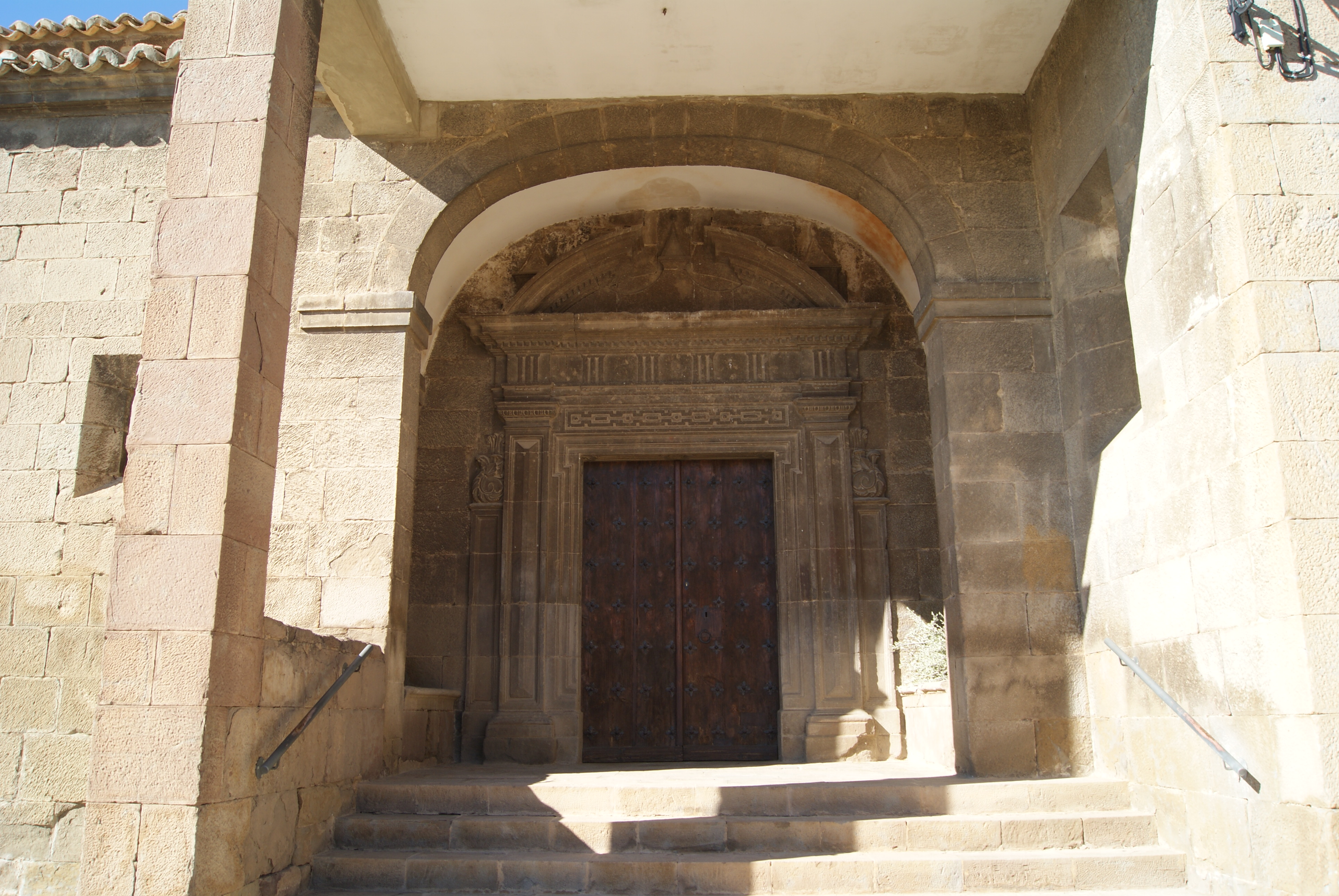
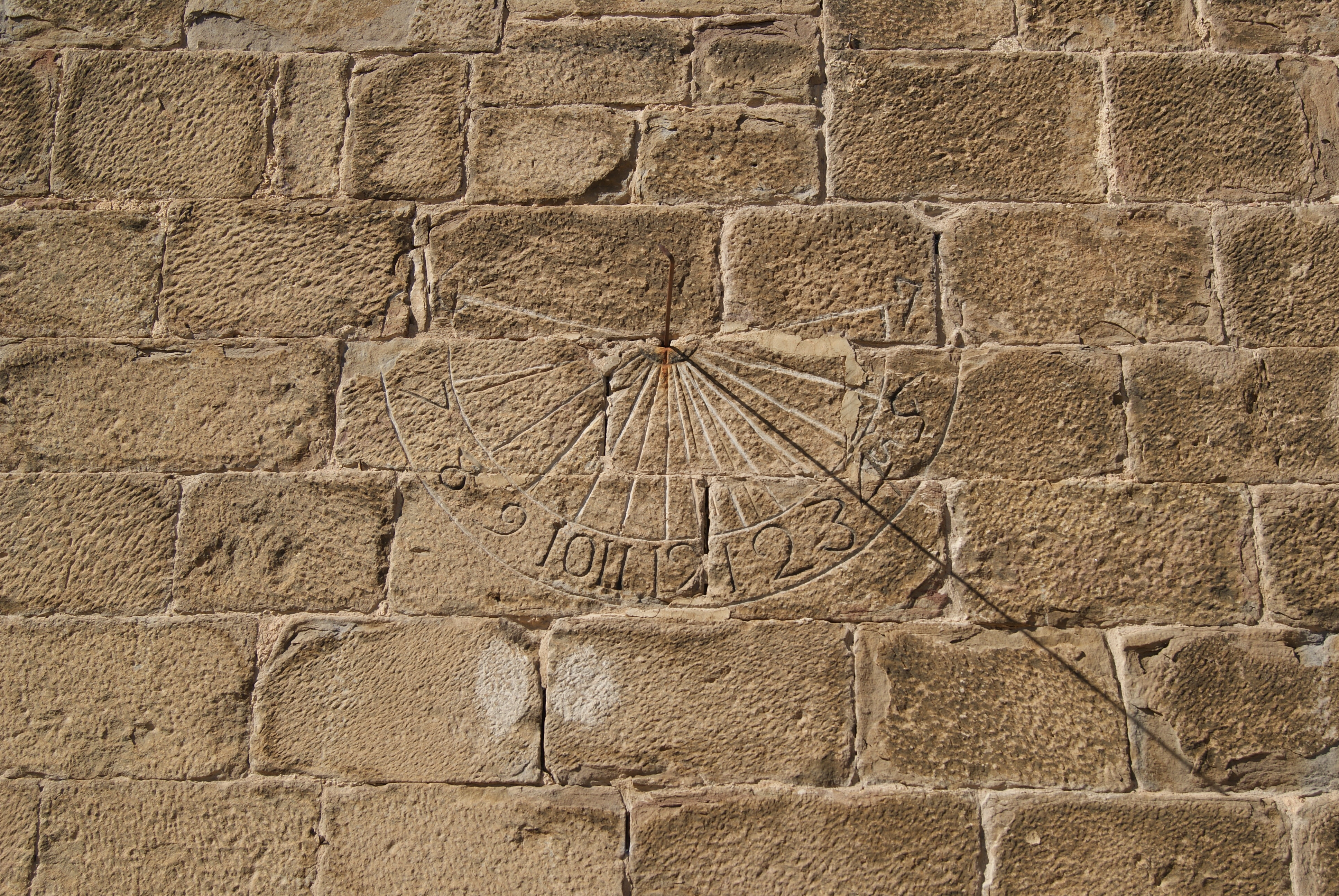
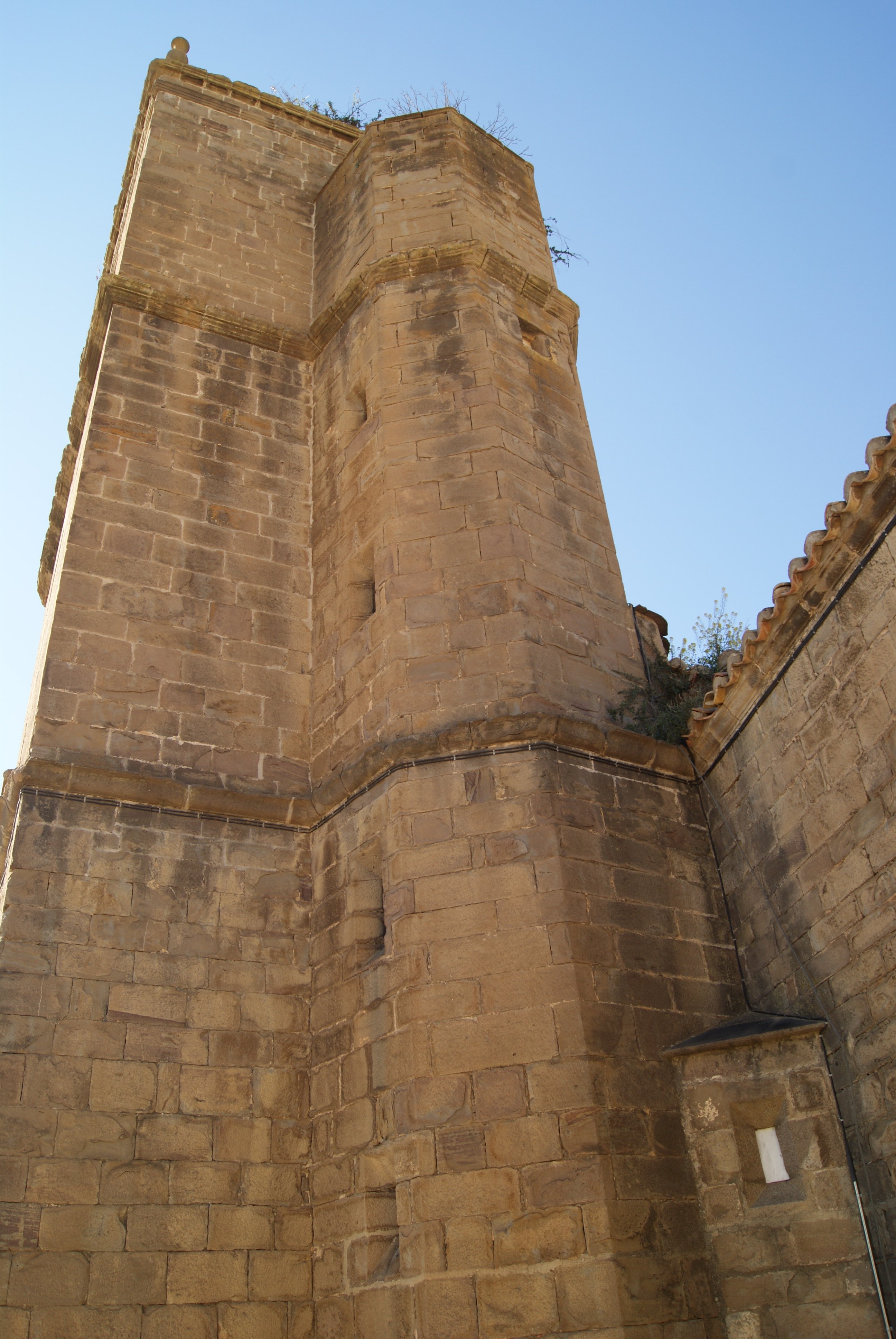
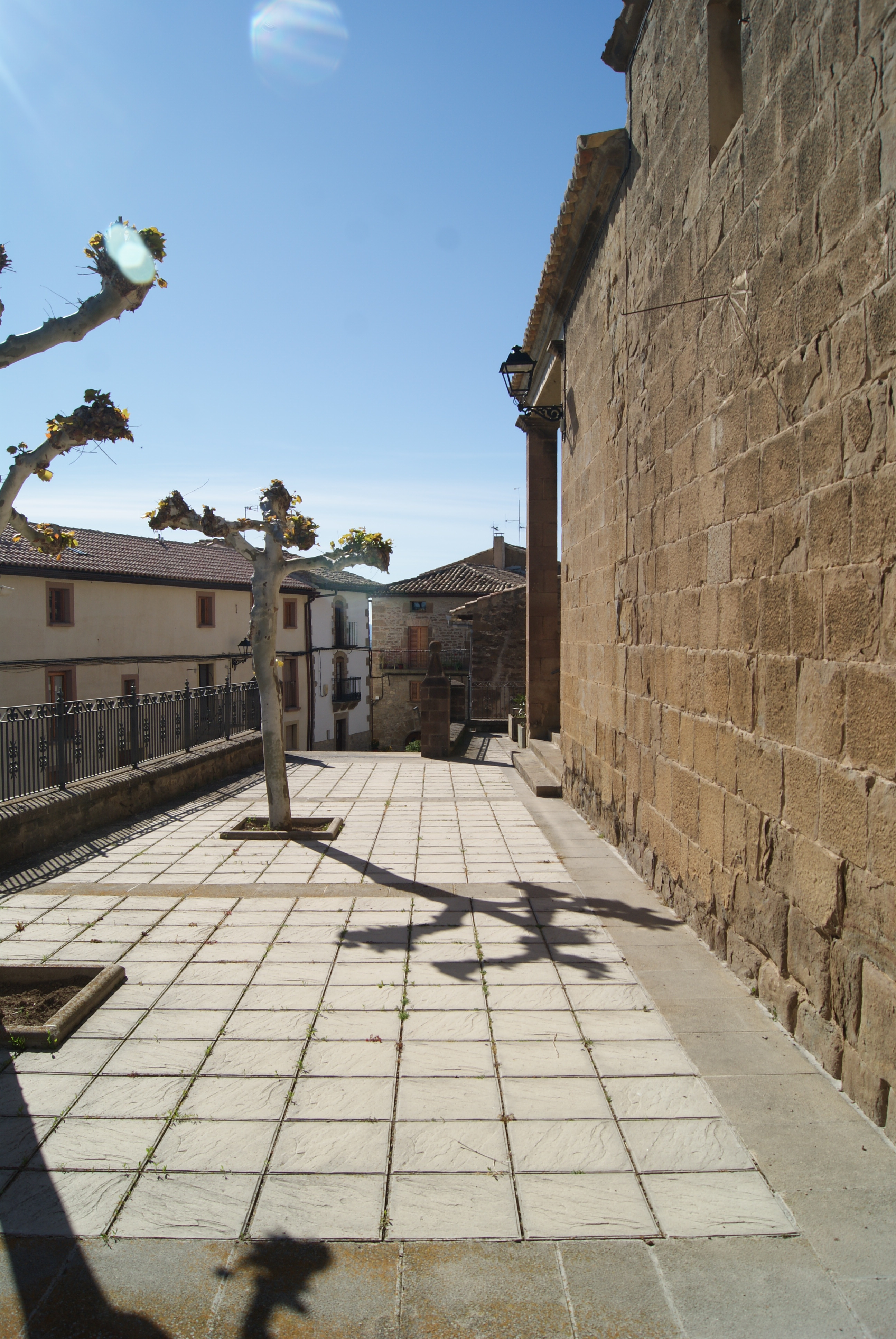
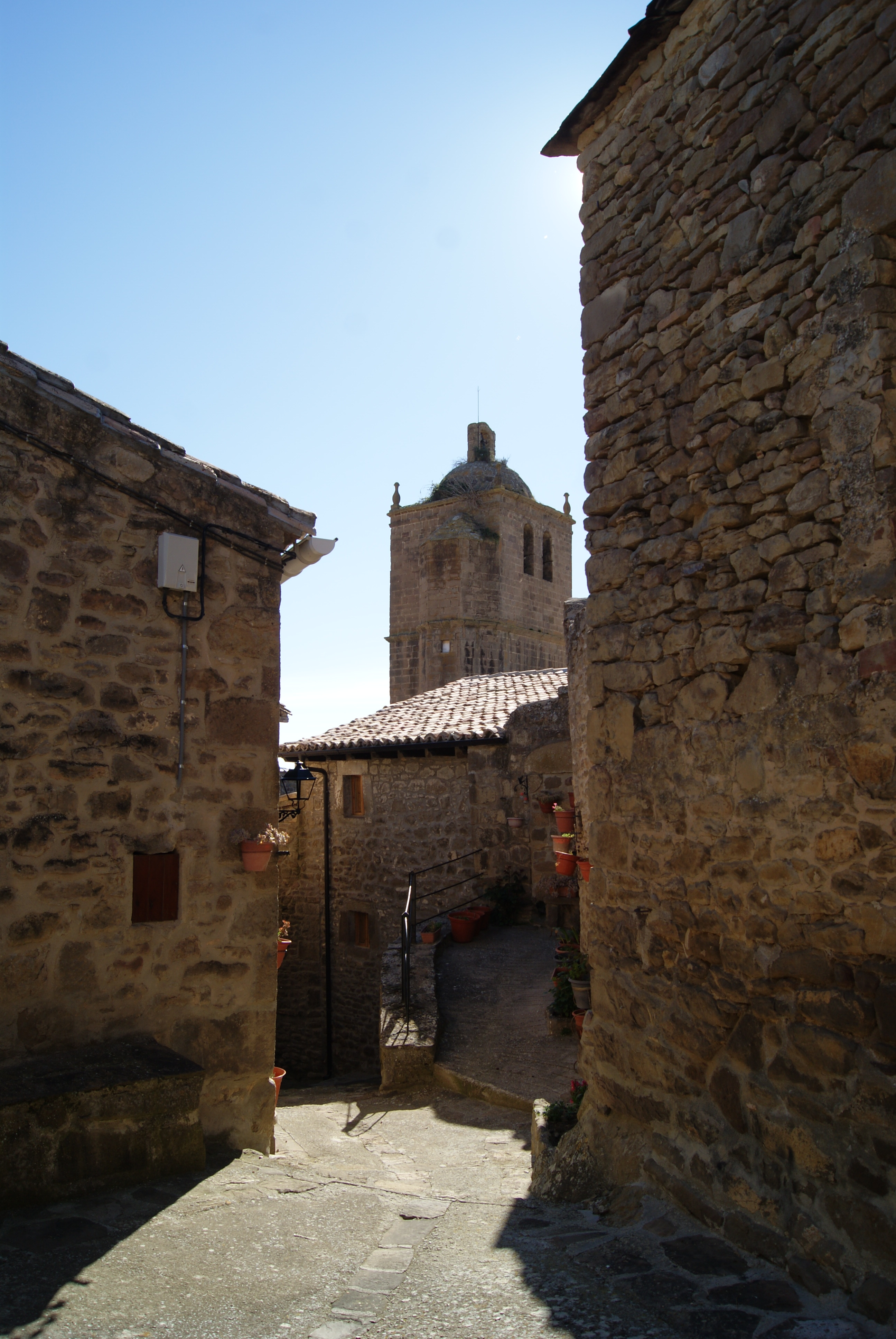
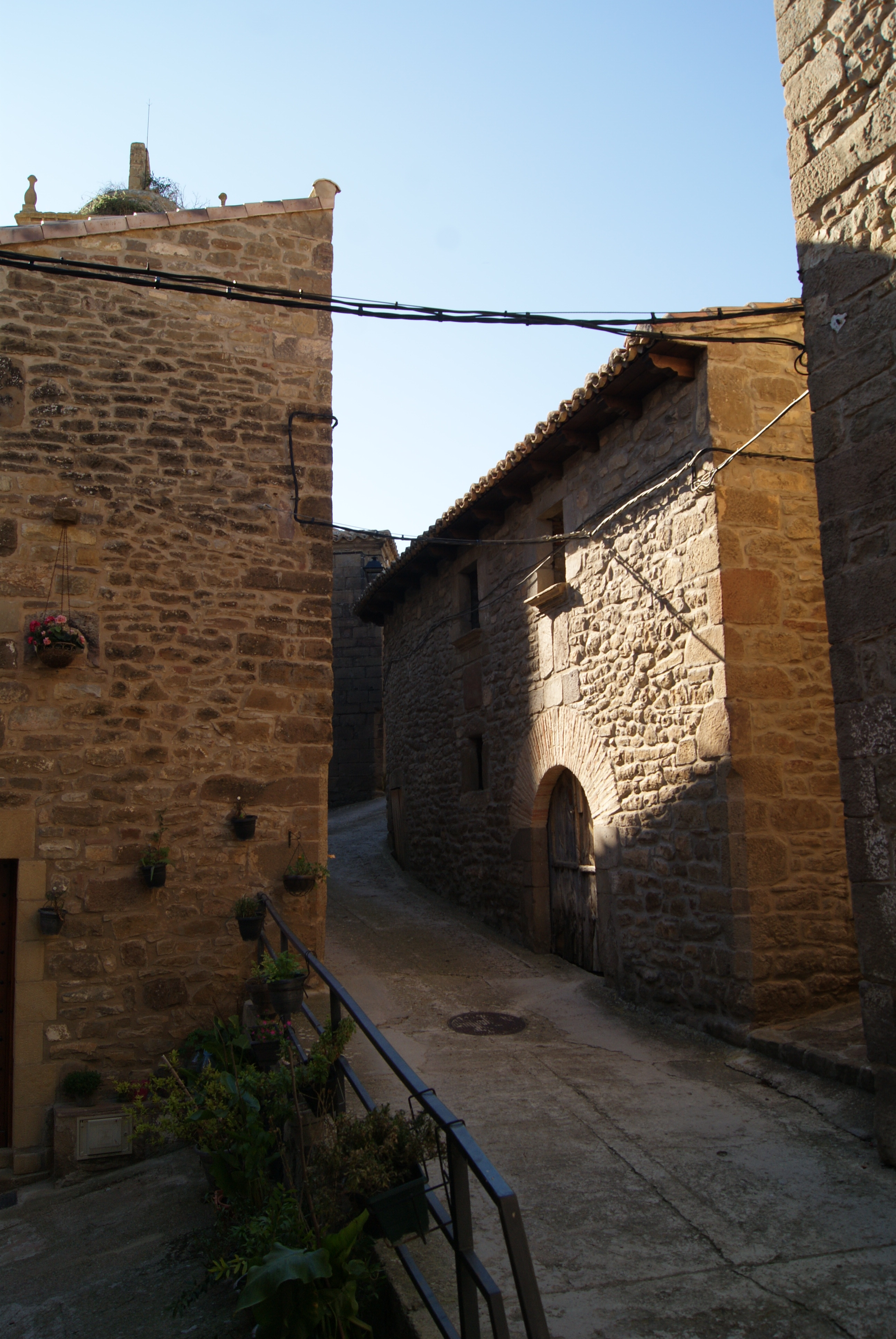
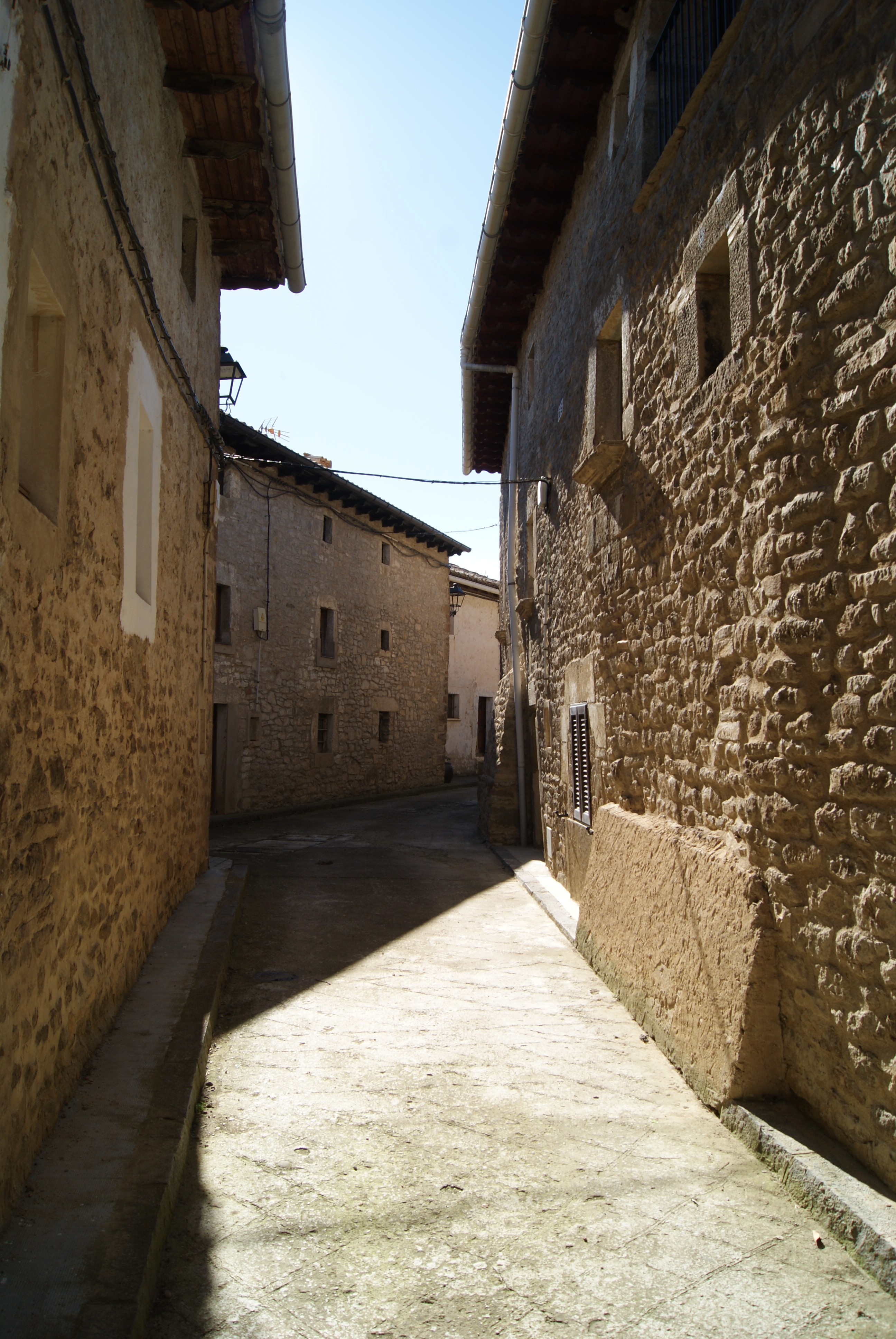
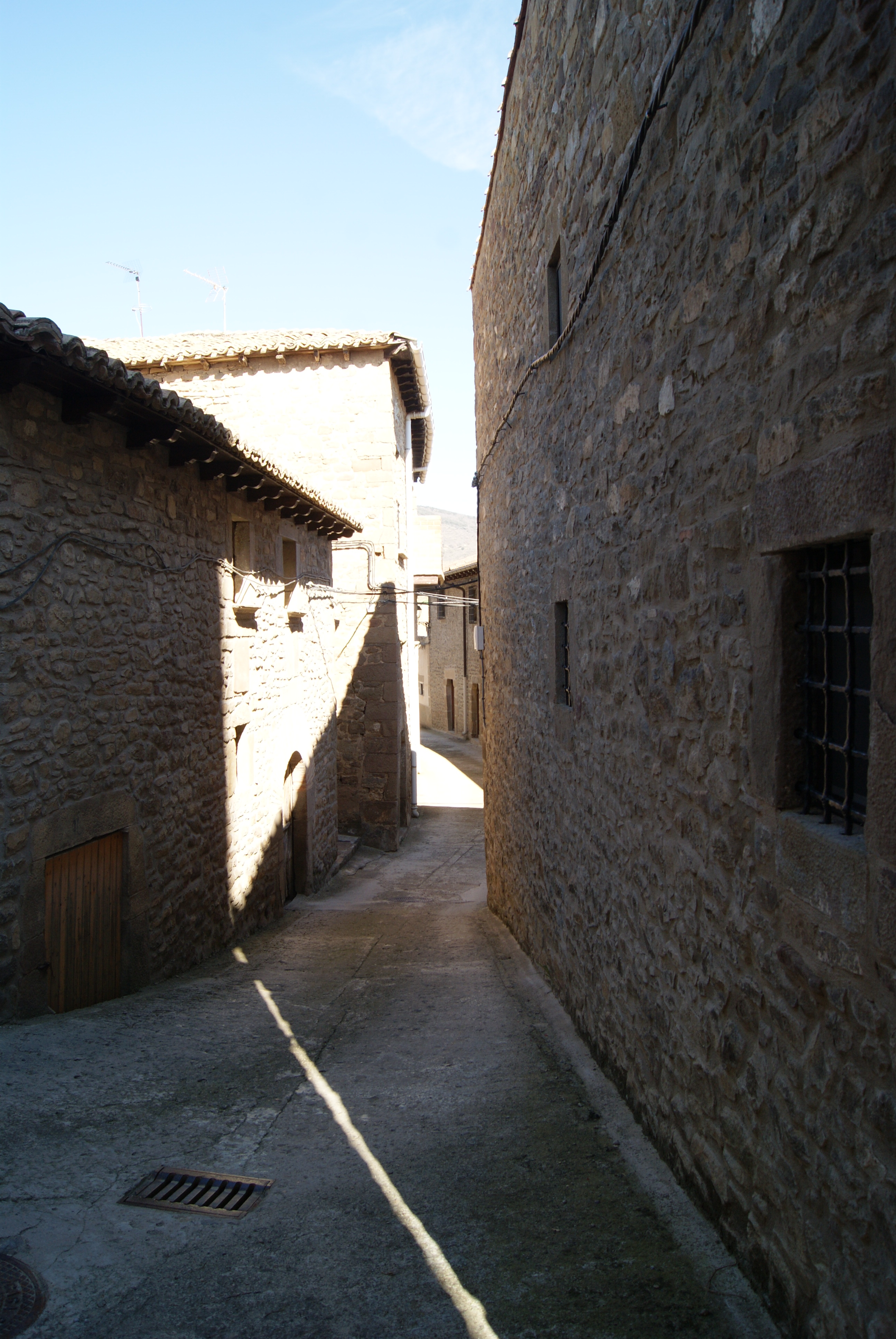
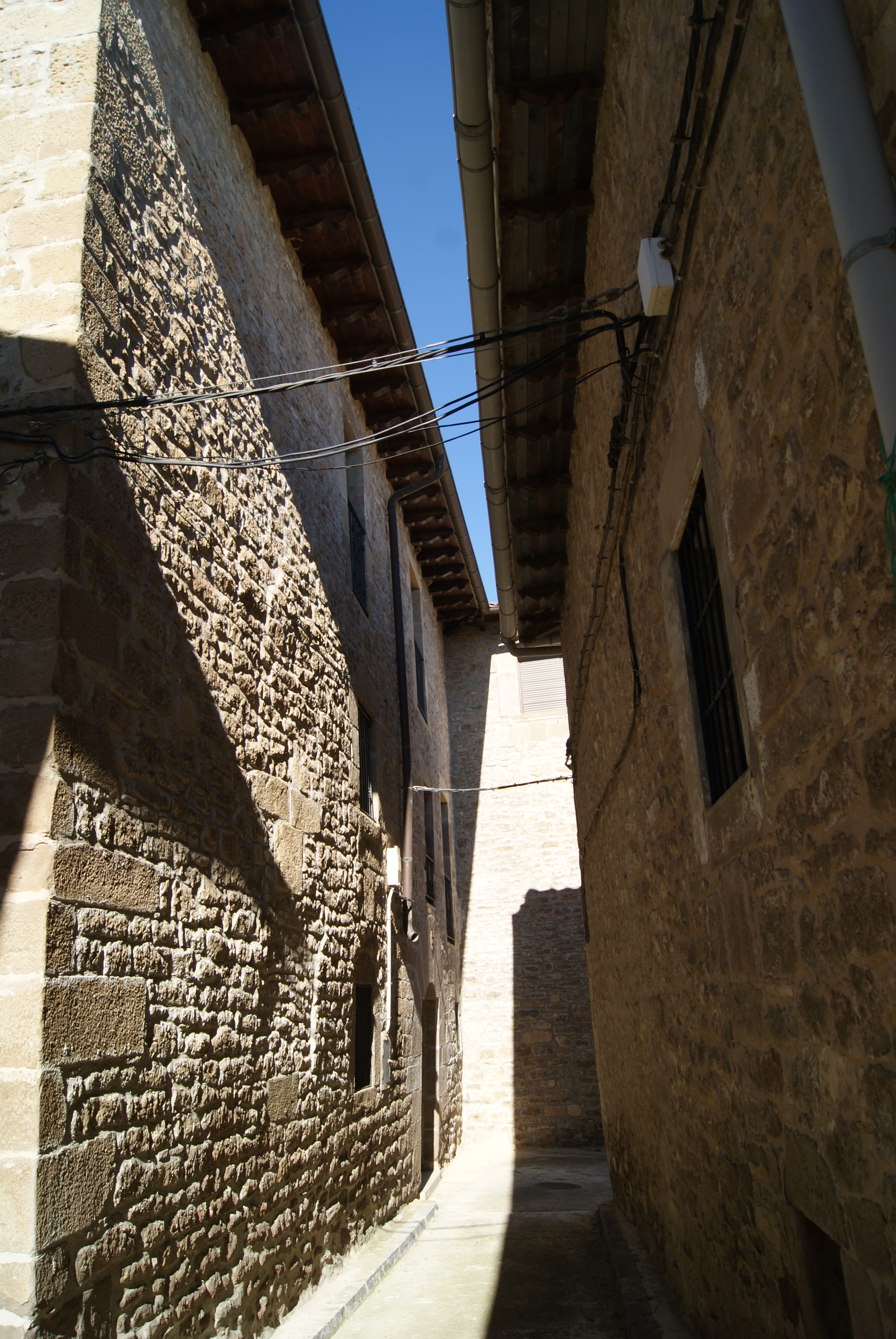